# Krigsåret 1945

## Pågående krig
- Andra sino-japanska kriget (1937-1945)
  - Japan på ena sidan
  - Kina på andra sidan

- Andra världskriget (1939-1945)[1]
  - Tyskland, Italien och Japan på ena sidan
  - Storbritannien och Frankrike, Sovjetunionen och USA (från december) på andra sidan

- Andra världskriget (1939-1945) avslutas

- Kinesiska inbördeskriget (1945-1950) blossar upp igen efter att Japan besegrats
  - Republiken Kina på ena sidan
  - Kinas kommunistiska parti på andra sidan

- Indonesiska självständighetskriget (1945-1949)
  - Nederländerna och Storbritannien på ena sidan
  - Republiken Indonesien på andra sidan

## Händelser
- 1 januari - Tyskt flyganfall inom Ardenneroffensiven; Operation Bodenplatte.
- 27 januari - Röda armén befriar Auschwitz.
- 13 februari - Bombningen av Dresden
- 23 februari - Fotot av flaggresningen vid slaget om Iwo Jima.
- 9 mars - Bombningarna av Tokyo 9-10 mars 1945
- 9 april - Sovjetisk seger i slaget vid Königsberg.
- 15 april - Brittiska trupper befriar koncentrationslägret Bergen-Belsen.
- 16 april - Sovjetunionen inleder slaget om Berlin.
- 7 maj - Tyskland kapitulerar och andra världskriget i Europa är över.
- 6 augusti - USA släpper Hiroshimabomben över Japan.
- 8 augusti - Sovjetunionen förklarar krig mot Japan och invaderar Manchuriet.
- 9 augusti - USA släpper Fat Man över Nagasaki.
- 15 augusti - Japan kapitulerar och andra världskriget är därmed helt över.
- 17 augusti - Sukarno utropar Indonesiens självständighet; början av Indonesiska självständighetskriget
- 24 oktober - Fredsorganisationen "Förenta nationerna" bildas.

### Fotnoter
1. ↑  ”World Statesmen”. http://www.worldstatesmen.org/WARS.html. Läst 28 juni 2011.